# Adoxotoma nigroolivacea
Espèce
Synonymes
- Adoxotoma nigro-olivacea Simon, 1909

Adoxotoma nigroolivacea est une espèce d'araignées aranéomorphes de la famille des Salticidae.

## Distribution
Cette espèce est endémique d'Australie-Occidentale. Elle se rencontre vers Collie et le parc national de Fitzgerald River.

## Description
La femelle holotype mesure 3 mm.

## Publication originale
- Simon, 1909 : Araneae. 2e partie. Die Fauna Sudwest-Australiens. Jena, vol. 2, no 13, p. 152-212 (texte intégral).